# تسویزل

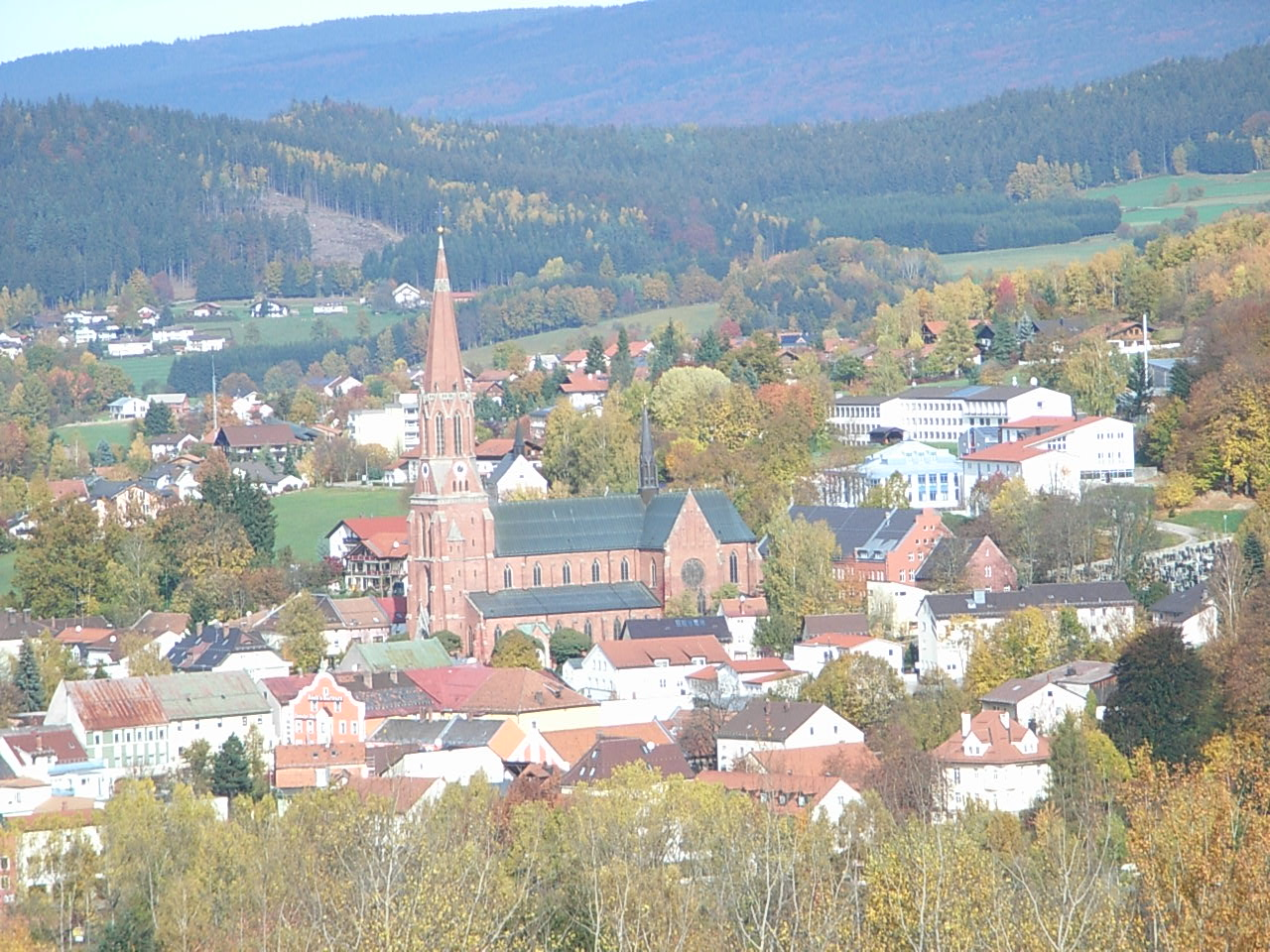
نمایی از شهر تسویزل

تسویزل شهری در ایالت بایرن آلمان است. این شهر در منطقه رگن و جنگل‌های بایرن واقع شده‌است.